# Acrotomia marcida
Acrotomia marcida är en fjärilsart som beskrevs av W. Warren 1907. Acrotomia marcida ingår i släktet Acrotomia och familjen mätare. Inga underarter finns listade i Catalogue of Life.